# Plataforma Lavardén
La Plataforma Lavardén (o también llamada Sala Lavardén) es un importante centro cultural estatal en Rosario, Argentina. En sus instalaciones funciona el Teatro Provincial Manuel José de Lavardén.

## Características
Recibe el nombre de Manuel José de Lavardén, un reconocido poeta y escritor santafesino.
El centro cultural es administrado por el estado de la Provincia de Santa Fe. El edificio donde yace es un lujoso palacio, ubicado en la esquina de calles Mendoza y Sarmiento, en el microcentro de Rosario. El edificio cuenta con 1.242 m² en seis pisos y dos subsuelos.
Hay una sala de teatro en la planta baja del centro cultural, este sector recibe el nombre de Teatro Provincial Manuel José de Lavardén, y tiene capacidad para 400 butacas.

## Historia institucional
Con el proyecto del arquitecto Durand y la ejecución por parte de los arquitectos Isella y Candia, el edificio se comenzó a construir en 1925, para sede de la Federación Agraria Argentina, y se inauguró el 3 de marzo de 1927 como hotel y centro de actividades de los miembros de la Federación.  El teatro fue abierto el  23 de junio como Cine La Federación. El edificio fue el segundo palacio de la ciudad de Rosario.
Pero los efectos de la Gran Depresión causó a la organización la incapacidad de afrontar los gastos de semejante estructura, y finalmente pasó a la órbita estatal provincial. En 1933 se  cedió al Ministerio Nacional de Agricultura y Ganadería, desarrolló una importante actuación con la Junta Nacional de Granos, hasta 1990.
El Ministerio autorizó al gobierno  provincial a usar el teatro en 1965 (había sido empleado antes como depósito de mercaderías).  
En 1991 fue transferido a la Provincia de Santa Fe para uso oficial del Gobierno.
A partir del año 2008 el edificio comenzó a ser recuperado por el Ministerio de Innovación y Cultura del Gobierno de Santa Fe.
En 2012, y luego de más de cuatro años de intenso trabajo de recuperación y puesta en valor el Edificio Lavardén presentó el proyecto: “Plataforma Lavardén”, que empezó a funcionar en agosto de ese año.

## Importancia en la historia de la música argentina: la trova rosarina de inicios de los '80
El teatro Lavardén dejó un legado en particular que es profundamente importante para la historia de la música de Argentina: en los inicios de los años '80 fue un escenario clave para la formación de la trova rosarina, uno de los movimientos clave en la transición del rock argentino del sonido de los '70 al sonido de los '80, que eventualmente haría que el rock argentino conquistara toda Latinoamérica.